# Mamadou Gueye (velocista)
Mamadou Gueye (1º aprile 1986) è un velocista senegalese.

## Palmarès
| Anno | Manifestazione           | Sede        | Evento      | Risultato  | Prestazione | Note |
| ---- | ------------------------ | ----------- | ----------- | ---------- | ----------- | ---- |
| 2003 | Africani juniores        | Garoua      | 400 m piani | 6º         | 49"88       |      |
| 2007 | Giochi panafricani       | Algeri      | 400 m piani | Semifinale | 46"98       |      |
| 2008 | Campionati africani      | Addis Abeba | 400 m piani | Semifinale | 48"20       |      |
| 2009 | Giochi della Francofonia | Beirut      | 800 m piani | 7º         | 1'49"25     |      |
| 2009 | Giochi della Francofonia | Beirut      | 4×400 m     | Oro        | 3'06"93     |      |
| 2010 | Campionati africani      | Nairobi     | 400 m piani | Semifinale | 46"98       |      |
| 2010 | Campionati africani      | Nairobi     | 4×400 m     | 5º         | 3'08"94     |      |
| 2013 | Giochi della Francofonia | Nizza       | 800 m piani | Batteria   | 1'50"52     |      |
| 2014 | Campionati africani      | Marrakech   | 4×100 m     | 7º         | 40"50       |      |
| 2015 | Giochi panafricani       | Brazzaville | 400 m piani | Semifinale | 47"26       |      |
| 2015 | Giochi panafricani       | Brazzaville | 4×400 m     | 6º         | 3'07"63     |      |

## Campionati nazionali
2005
- Oro ai campionati senegalesi (Saint-Louis), 400 m piani[1]